# Квятковський Юрій Львович
Юрій Квятковський (нар. 29 вересня 1982) — російський актор та режисер.

## Життєпис
Юрій Львович Квятковський народився 29 вересня 1982 року у Жуковському. В 2003 році Юрій закінчив школу-студію МХАТ (курс Д. Бруснікіна, Р. Козака, А. Покровської). Працює викладачем у школі-студії МХАТ (курс Д. Бруснікіна). Юрій Львович є одним із засновників незалежної творчої групи «Le Cirque de Sharles La Tannes».

## Телебачення
- Життя та пригоди Мішки Япончика (2011)
- Світлофор (2014)